# 亚历山大·克拉斯内赫
亚历山大·弗拉基米罗维奇·克拉斯内赫（俄语：Александр Владимирович Красных，1995年6月19日—）生于鞑靼斯坦共和国布古利马，是一名俄罗斯男子游泳运动员，主攻自由泳。他在小学一年级时开始练习拳击，一段时间后，他也开始接触了游泳，进入了四年级后，他放弃了拳击，将精力专注于游泳上。在大学时期，他一开始就读于喀山联邦大学，后来为了能够更专注于游泳生涯，他决定转学至伏尔加国立体育、运动和旅游学院。